# Katolički bogoslovni fakultet u Đakovu
Katolički bogoslovni fakultet u Đakovu je visoko teološko učilište u sastavu Sveučilišta Josipa Jurja Strossmayera u Osijeku.

## Povijest fakulteta
Dana 6. studenoga 1806. biskup Antun Mandić je u zgradi nekadašnjeg franjevačkog samostana u Đakovu otvorio Bogoslovno sjemenište i Lyceum episcopale. Prvo je, uz puno poteškoća, osnovan studij filozofije, kojeg su, osim svećeničkih kandidata, pohađali i svjetovni učenici.
Studij teologije odgovarao je tadašnjim propisima, a potpunim studijem smatrao se licej koji je imao četiri sistematizirana profesorska mjesta i četiri ispitana i odobrena profesora. Tako je bilo do 1850. kad je tadašnji ministar kulta i nastave grof Leo Thun, u sklopu reformi školstva, donio zakon o reorganizaciji, po kojem je filozofski odsjek postao gimnazija. U to vrijeme biskupom je imenovan Josip Juraj Strossmayer, koji je filozofski studij dao prilagoditi osnovi 7. i 8. razreda gimnazije, ali uz dodane neke predmete iz filozofije. Thunova reforma ostala je na snazi do 1931., točnije do apostolskog pisma „Deus scientiarum Dominus” pape Pija XI., kada je studij produžen na pet godina, a škola nazvana Visoka bogoslovna škola.
Nakon Drugog vatikanskog sabora, u duhu sveopće obnove, uvedeni su novi predmeti i došli su novi profesori. 1974. je, po uzoru na Statut Katoličkog bogoslovnog fakulteta u Zagrebu, izrađen Statut Visoke bogoslovne škole. Odlukom profesorskog zbora Visoke bogoslovne škole i molbom dijecezanskog biskupa 10. siječnja 1987. odobrena je afilacija Katoličkom bogoslovnom fakultetu u Zagrebu. 
Povratkom zagrebačkog KBF-a pod državno sveučilište, i đakovačka Visoka bogoslovna škola prošla je kroz reforme, u sklopu kojih je 1994. preimenovana i Teologiju u Đakovu. Statut je prihvaćen 6. rujna 1999. na 7. redovitoj sjednici profesora Teologije u Đakovu. Fakultetsko vijeće Katoličkog bogoslovnog fakulteta u Zagrebu statut Teologije u Đakovu prihvatilo je 29. listopada 1999. na 1. redovitoj sjednici, tako da je on stupio na snagu 28. veljače 2000.
Dana 7. studenog 2003. biskup Marin Srakić podnio je Kongregaciji za katolički odgoj u Rimu molbu za uzdignuće Teologije u Đakovu na razinu Katoličkog bogoslovnog fakulteta u Đakovu. Kongregacija je tu molbu prihvatila, pa je 4. lipnja 2005. osnovan Katolički bogoslovni fakultet u Đakovu Sveučilišta Josipa Jurja Strossmayera u Osijeku. Isti dan je odobren prvi „ad experimentum” Statut Katoličkog bogoslovnog fakulteta u Đakovu, koji je na snazi bio do 20. travnja 2010., kada je na snagu stupio novi, odobren od Kongregacije za katolički odgoj 25. ožujka 2010.

## Uprava
- dekan: izv. prof. dr. sc. Ivica Pažin
- prodekan za nastavu i studente: izv. prof.  dr. sc. Boris Vulić
- prodekan za znanost i međufakultetsku suradnju: prof.  dr. sc. Šimo Šokčević
- prodekan za financije i organizaciju poslovanja: izv. prof dr. sc. Davor Vuković
- Predsjednica studentskog zbora: Maria Dragomirović
- Zamjenik predsjednice studentskog zbora: Karlo Strišković

## Odsjeci i katedre
- Odsjek za filozofiju i povijest
  - Katedra filozofije
  - Katedra crkvene povijesti

- Odsjek za biblijske znanosti i patrologiju
  - Katedra Svetog pisma Starog zavjeta
  - Katedra Svetog pisma Novog zavjeta
  - Katedra povijesti kršćanske literature i kršćanskog nauka

- Odsjek za sustavnu teologiju
  - Katedra fundamentalne teologije
  - Katedra dogmatske teologije
  - Katedra ekumenske teologije
  - Katedra liturgike

- Odsjek za praktičnu teologiju 
  - Katedra moralne teologije
  - Katedra pastoralne teologije
  - Katedra kanonskog prava
  - Katedra religiozne pedagogije i katehetike
  - Katedra socijalnog nauka Crkve

## Studijski program
- Sveučilišni integrirani preddiplomski i diplomski filozofsko-teološki studij (300 ECTS-a)
- Sveučilišni poslijediplomski specijalistički studij Pastoralne teologije

## Međunarodna suradnja
- Belgija: Katoličko sveučilište u Luevenu
- Češka: Karlovo sveučilište u Pragu
- Slovenija: Sveučilište u Ljubljani

## Vanjske poveznice
- Službene stranice